# 蚱蜢效應
蚱蜢效應（grasshopper effect）是指污染物透過揮發或是風力的影響，不斷的釋放至大氣中，然後再藉由沉降作用（例如降雨）回到陸地上，並隨季節變化一直在反覆進行著。

## 介紹
持久性有機污染物（persistent organic pollutants ，POPs）能經由大氣傳輸到偏遠地區、累積在食物鏈裡面，並長期停留在自然環境中，而且需要數十年以上的時間才能夠完全分解。而這些物質對生物會造成畸形胎兒的發生、腫瘤的產生、使抵抗力降低、生殖受到障礙等等的毒害。而目前已經有許多證據證明長期暴露於高濃度的POPs對人體會增加產生畸形兒的比例、甚至會造成不孕、智能降低、容易致癌等等的機會，並會降低人體之免疫功能使其較易受到感染。

## 舉例說明
a、b、c是一條兩兩相鄰的直線區域，在a處的持久性有機污染物質(POPs)的物質可能因蚱蜢效應，不經過b處而直接跑到了c處，這就是蚱蜢效應。 